# Xylastodoris
Xylastodoris is een geslacht van wantsen uit de familie van de Thaumastocoridae. Het geslacht werd voor het eerst wetenschappelijk beschreven door Barber in 1920.

## Soorten
Het genus is monotypisch en bevat alleen de volgende soort:

- Xylastodoris luteolus Barber, 1920